# Nankangia jiangxiensis
La nankangia (Nankangia jiangxiensis) è un dinosauro teropode, appartenente agli oviraptorosauri. Visse nel Cretaceo superiore (circa 90 - 65 milioni di anni fa) e i suoi resti fossili sono stati ritrovati in Cina.

## Descrizione

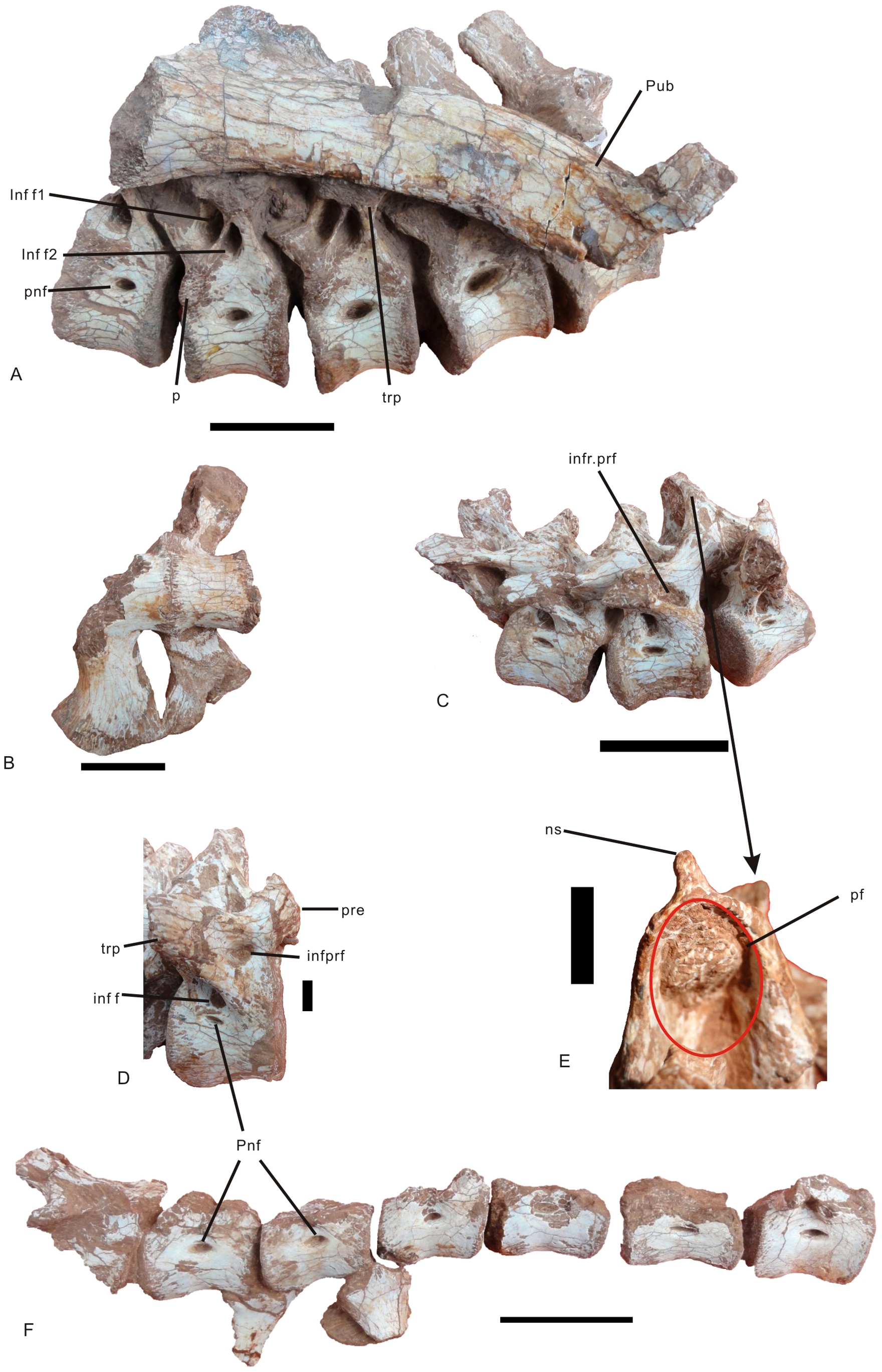
Ossa della colonna vertebrale di Nankangia

Questo animale è noto per uno scheletro incompleto, comprendente parte della mandibola, alcune vertebre dorsali articolate fra loro, parte dell'osso sacro, alcune vertebre caudali, il cinto pettorale, l'omero, parte del cinto pelvico, un femore e un tibiotarso. Come tutti gli oviraptorosauri, Nankangia doveva avere un cranio corto e alto, dotato di un becco senza denti. Le zampe anteriori dovevano essere piuttosto robuste e munite di tre lunghe dita artigliate. Rispetto ad altre forme simili, Nankangia sembrerebbe possedere una mandibola più allungata.

## Classificazione

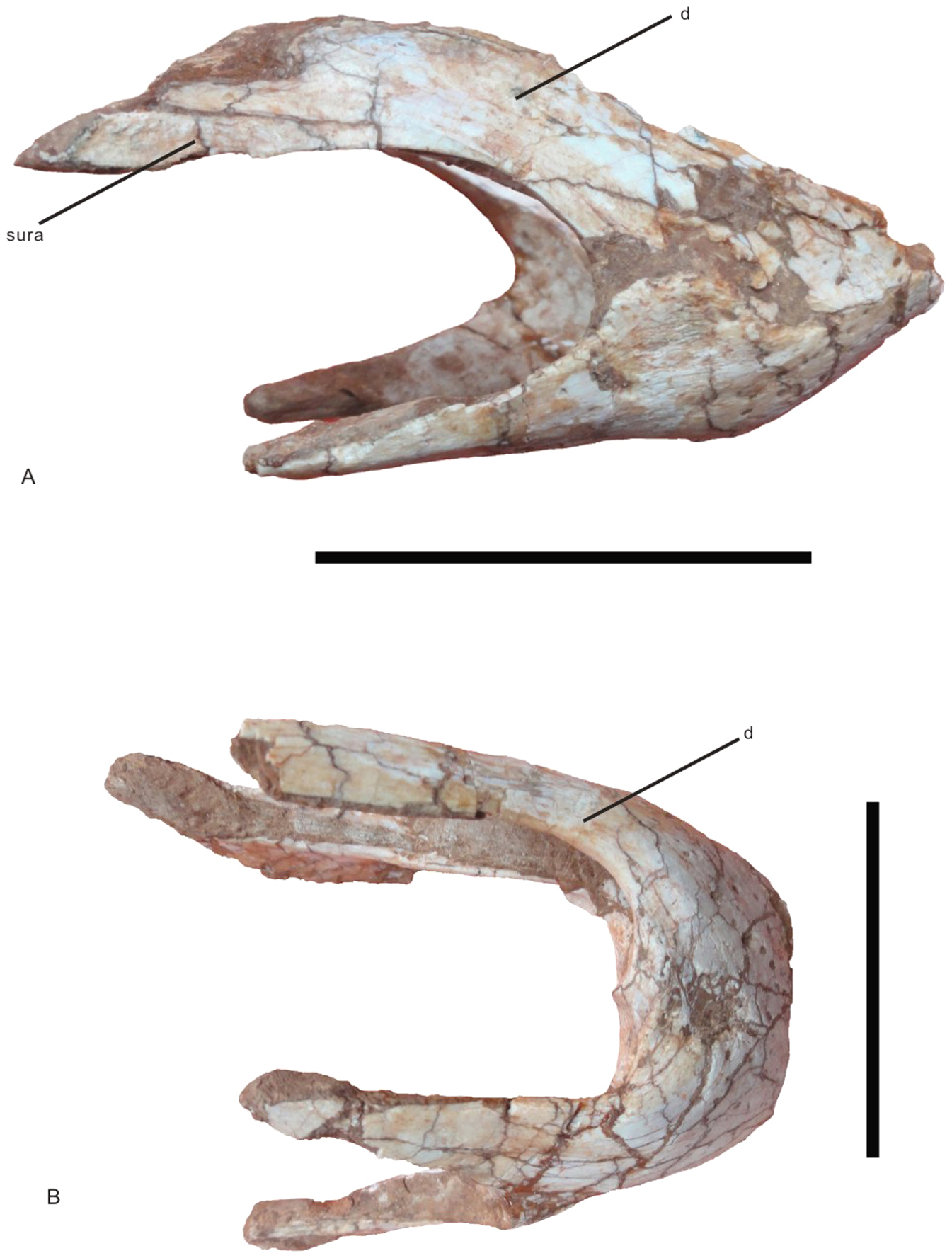
Mandibola di Nankangia jiangxiensis

Nankangia jiangxiensis è stato descritto per la prima volta nel 2013, sulla base di fossili rinvenuti nella formazione Nanxiong (Cina meridionale). La formazione geologica non è attribuibile con certezza a un preciso piano del Cretaceo superiore. Lo studio del 2013 indica che Nankangia potrebbe essere un oviraptoride basale, a causa della forma allungata della mandibola (una caratteristica primitiva negli oviraptorosauri). Alcune caratteristiche, inoltre, lo avvicinerebbero alla famiglia dei cenagnatidi e a un altro oviraptorosauro rinvenuto nella stessa formazione, Ganzhousaurus. Alcune caratteristiche del femore, inoltre, sembrerebbero avvicinarlo al genere Shixinggia mentre altri tratti ricordano molto il genere Wulatelong. Un altro oviraptorosauro proveniente dalla stessa formazione è Jiangxisaurus.